# Kent Karlsson (fotbollsspelare)
Kent Karlsson, född 25 november 1945 i Arboga, är en svensk tidigare fotbollsspelare och tränare.
Kent Karlsson inledde och avslutade karriären i IFK Eskilstuna, men förknippas mest med Åtvidabergs FF, under vars storhetstid han var en av lagets nyckelspelare och dessutom lagkapten.
Han spelade 38 A-landskamper för Sverige och deltog i två VM, 1974, där han spelade från start i Sveriges alla sex matcher, och 1978, där han dock inte fick någon speltid.
De största meriterna som spelare är två SM-guld 1972 och 1973 samt två cup-guld 1970 och 1971 med Åtvidabergs FF. Han tilldelades Guldbollen 1975.
Kent Karlsson har som tränare varit verksam i IK Brage, Bryne IL (Norge), IFK Norrköping, Kongsvinger IL (Norge), Lyngby BK (Danmark), Örebro SK, IK Sleipner, FC Köpenhamn (Danmark), Assyriska FF, Västerås SK, Åtvidabergs FF, Smedby AIS och Eneby BK. Som tränare blev han svensk mästare med IFK Norrköping 1989 och dansk mästare med Lyngby BK 1992.